# J. R. Giddens
Justin Ray "J. R." Giddens (Oklahoma City, Oklahoma, 13 de febrero de 1985) es un exjugador de baloncesto estadounidense que disputó 10 temporadas como profesional. Con una altura de 1,96 metros, jugaba en la posición de escolta. 

## Trayectoria deportiva

### Universidad
Tras su etapa de high school, aceptó una beca escolar para jugar con los Jayhawks de la Universidad de Kansas. En su primera temporada consiguió promediar 11,3 puntos y 3,6 rebotes, acabando en la sexta posición de la Big 12 Conference en porcentaje de tiros de 3 puntos (40,7%). Fue elegido en el mejor quinteto de novatos de la conferencia. En su segunda temporada sus números no mejoraron, promediando 10,8 puntos y 3,8 rebotes. Una vez finalizada la temporada, en mayo de 2005, protagonizó un grave incidente al verse involucrado en una pelea en un bar y recibir una puñalada en su pierna derecha, que requirió 30 puntos de sutura.
Tras ese incidente, fue transferido a la Universidad de Nuevo México. Tras pasar un año en blanco, debido a la norma de la NCAA que no permite jugas a un jugador traspasado durante una temporada, regresó en 2006 con los Lobos, su nuevo equipo. En su primer año lideró a su universidad en anotación (15,8 puntos por partido) y fue segundo en rebotes (6,5 por partido), anotando 20 puntos o más en 7 ocasiones. Su mejor partido de la temporada lo disputó ante Nevada-Las Vegas, donde, saliendo desde el banquillo, consiguió 28 puntos y 8 rebotes.
Ya en su temporada sénior consiguió promediar 16,3 puntos y 8,8 rebotes, siendo el mejor en esta faceta de toda la Mountain West Conference, siendo elegido co-mejor jugador de la conferencia y recibiendo una mención honorífica del All-American. En el total de su trayectoria universitaria promedió 13,3 puntos y 5,7 rebotres por partido.

### Profesional

#### Estados Unidos
Fue elegido en la trigésima posición de la primera ronda del Draft de la NBA de 2008 por Boston Celtics, con los que estuvo trabajando durante tres días en el verano, recibiendo elogios por parte del entrenador Doc Rivers. Como no había firmado contrato todavía, declinó el participar en las Ligas de Verano por consejo de su agente. Finalmente, el 14 de agosto firmó un contrato por dos años garantizados con opción de otros dos.
En su primera temporada fue cedido al Utah Flash en la NBA D-League, y sólo jugó 3 partidos con los Boston Celtics entre febrero y marzo de 2009. Durante el verano actuó en la Orlando Summer League en un buen nivel con los bostonianos, motivo por el cual en la temporada siguiente tuvo más oportunidades de jugar en la NBA: contabilizó 17 partidos, el 18 de enero de 2010, fecha en que fue cedido a los Maine Red Claws, equipo con el que disputó 4 partidos. El 18 de febrero de 2010 fue traspasado a New York Knicks junto con Bill Walker y Eddie House a cambio de Nate Robinson y Marcus Landry.
Al finalizar la temporada jugó en la Liga de Verano de Las Vegas como parte de los Dallas Mavericks y estuvo en el campo de entrenamiento de los Sacramento Kings. Sin embargo ninguna franquicia se interesó luego por contratarlo para la temporada regular. 

#### Internacional
El 7 de enero de 2011 fue fichado por el Power Electronics Valencia después de su primera experiencia europea en el Asseco Prokom Gdynia, aunque dos semanas después fue apartado del equipo por problemas disciplinarios, acusado de no seguir una dieta adecuada para un deportista de alto rendimiento.
Desde fines de febrero hasta principios de abril de 2011 jugó 17 partidos para los New Mexico Thunderbirds, en lo que sería su fugaz regreso a la NBA D-League.
Los siguientes tres años los pasó en Europa, jugando en el PAOK Salónica BC de la A1 Ethniki de Grecia y en el Basket Brescia Leonessa de la Legadue de Italia. En el verano de 2013 intentó por última vez retornar a la NBA, participando nuevamente en la Liga de Verano de Las Vegas con Miami Heat pero, una vez más, ninguna franquicia le ofreció un contrato. 
Tras actuar en 4 partidos del Baloncesto Superior Nacional de Puerto Rico con los Vaqueros de Bayamón en 2014, arribó al equipo argentino Peñarol de Mar del Plata de la Liga Nacional de Básquet, siendo registrado para jugar también en la Liga de las Américas. De todos modos el jugador no pudo concluir la temporada debido a una lesión en su rodilla. Sin embargo, en agosto de 2015, el Instituto de Córdoba, otro equipo de la LNB argentina, anunció su fichaje. Allí jugó 56 partidos con promedios de 14.9 puntos y 6 rebotes por encuentro. 
A finales de junio de 2016, Giddens firmó un contrato para jugar con los Leones de Santo Domingo de la Liga Nacional de Baloncesto de República Dominicana. El escolta apareció en los 20 partidos de la fase regular, promediando 13.3 puntos, 5.3 rebotes y 1.5 asistencias por partido. Sin embargo, fue cortado por los Leones el 17 de agosto de 2016, siendo sustituido por Donté Greene.
Pasó luego por el Trouville de la Liga Uruguaya de Básquetbol, los Mineros de Parral de la Liga de Básquetbol Estatal de Chihuahua y el GUG del Torneo de Baloncesto Superior de Santiago durante el año 2017.
En enero de 2018 hizo su debut en la Liga Nacional de Baloncesto Profesional de México, habiendo sido fichado por los Correcaminos UAT Victoria. Dos meses después retornó a la LNB argentina, uniéndose a Ferro. Luego de ello Giddens actuaría en el Pueblo Nuevo del Torneo de Baloncesto Superior de Santiago y en los Halcones de Ciudad Obregón del CIBACOPA, antes de volver a los Correcaminos UAT Victoria (donde estuvo entre octubre y diciembre de 2018). 
En 2019, su último año como profesional, jugó durante un mes en el Español de Talca de la Liga Nacional de Básquetbol de Chile, actuando luego en los equipos dominicanos de Domingo Paulino y los Cañeros del Este.

## Estadísticas de su año en la NBA

### Temporada regular
| Año     | Equipo | PJ | PT | MPP | %TC  | %3P  | %TL  | RPP | APP | ROB | TPP | PPP |
| ------- | ------ | -- | -- | --- | ---- | ---- | ---- | --- | --- | --- | --- | --- |
| 2008-09 | Boston | 6  | 0  | 1.3 | .667 | .000 | .000 | .5  | .0  | .2  | .0  | .7  |
| Total   | Total  | 6  | 0  | 1.3 | .667 | .000 | .000 | .5  | .0  | .2  | .0  | .7  |